# Peronisme

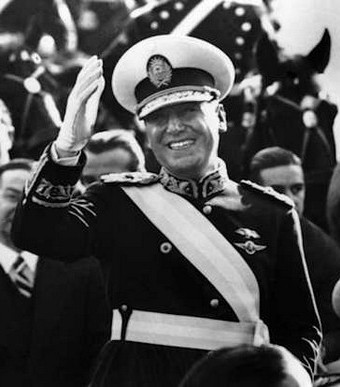
Juan Perón

Het peronisme is de niet-officiële ideologie zoals die door de Argentijnse president Juan Perón vormgegeven werd.

## Ideologie
Het peronisme is in feite nauw verwant aan het corporatisme en het nationaal-syndicalisme, en volgens sommigen aan het falangisme in Spanje. Dat Juan Perón een zekere sympathie had voor het falangisme en het corporatisme is niet verwonderlijk, daar hij in de jaren '30 van de twintigste eeuw als waarnemer van het Argentijnse leger in Italië verbleef, waar hij uitgebreid kennismaakte met het aan corporatisme verwante fascisme van Benito Mussolini.
De officierengroep waartoe kolonel Perón behoorde en die in 1943 een staatsgreep pleegde, maakte er geen geheim van dat zij corporatieve en fascistoïde sympathieën koesterde. Perón zelf was echter meer gematigd.
In de loop van 1945 werden maar liefst drie politieke partijen opgericht om de ideeën van Perón gestalte te geven: een linkse, een gematigde en een rechtse. Eind november van dat jaar dwong Perón ze om te fuseren. De zo gevormde Partido Justicialista beheerste sindsdien de Argentijnse politiek, zelfs in de jaren 1955 - 1973, toen ze verboden was. Ze is nog steeds scherp verdeeld in een rechter- en een linkervleugel.
Na de Tweede Wereldoorlog toen Perón president werd, voegde hij er nog enkele sociale elementen aan toe. Deze leer wordt gekarakteriseerd als het "peronisme". Kenmerkend voor het peronisme was/is: antiamerikanisme, anti-Britse gezindheid, afwijzing van het kapitalisme en communisme, nationalisaties, streven naar krachtige (door de staat gecontroleerde) vakbonden en populisme.
De invloed van Evita Perón op het peronisme is zeer zeker van belang geweest, met name wat betreft de emancipatie van de vrouw en de sociale gerechtigheid, alsook het felle antikapitalisme en anticommunisme wat zij met haar man deelde.
Tijdens de tweede periode als president van Juan Perón (oktober 1973 - juli 1974) viel het peronisme uit elkaar in twee stromingen, een rechtse, onder José López Rega en een linkse, onder leiding van de guerrillastrijders die veelal vanaf het platteland opereerden en een akkoord hadden gesloten met de socialistische bewegingen. Hoeveel invloed Perón zelf nog had in deze tijd is niet geheel duidelijk. Wel is zeker dat hij in slechte gezondheid verkeerde en mensen om hem heen misbruik maakten van zijn naam.
Na zijn dood in 1974 werd zijn weduwe, Isabel zijn opvolger, terzijde gestaan door López Rega. Het was in feite de voortzetting van de chaos die in het laatste levensjaar van de generalísimo had geheerst. Buenos Aires werd beheerst door schietpartijen, verdwijningen en de dreiging van een burgeroorlog.
Opnieuw verdreven de strijdkrachten in 1976 de peronisten uit de macht. Nu volgden de jaren van een harde dictatuur onder Videla en consorten. Na het herstel van de democratie in 1983 won de Radicale Burger Unie van Raúl Alfonsín de verkiezingen, en kwamen de peronisten in de oppositie. Die voerden ze keihard; met hun macht in de vakbonden legden ze keer op keer de economie plat door stakingen. In 1986 wonnen ze de parlementsverkiezingen, waarna ze de hele regering lamlegden tot aan de presidentsverkiezingen van 1989. Die werden met overmacht gewonnen door de rechts-peronist Carlos Menem, die de volgende tien jaar het land regeerde.